# Louis-Henry de La Roche-Saint-André
Pour les autres membres de la famille, voir famille de La Roche-Saint-André.
Louis-Henry de La Roche Saint-André, né à Fresnay-en-Retz le 1er octobre 1753, condamné à mort et exécuté à Nantes le 20 mars 1794, est un officier de marine français, devenu chef vendéen durant la Révolution.

## Biographie
Entré dans la marine en 1770, il devint enseigne en 1777, lieutenant de vaisseau en 1781, et chevalier de l'ordre de Saint-Louis en 1786.
À la Révolution, il prit part à la guerre de Vendée, dans l'Armée catholique et royale.
Au comité royaliste de Challans, avec son frère aîné Louis-Marie de La Roche Saint-André,il se fit remarquer pour ses interventions magnanimes en faveur des prisonniers républicains.
Au retour de la Virée de Galerne, il retrouva sa femme, cachée depuis octobre 1793 au village de la Ragotière, commune de Saint-Herblon. Il y fut arrêté le 10 mars 1794 et sa femme le lendemain, par dénonciations. Après avoir été interrogé à Ancenis, il fut emmené avec elle à Nantes, incarcéré à la prison du Bouffay puis condamné à mort par le tribunal révolutionnaire et exécuté le 2 ventôse an II. Un mois après, le 29 avril 1794, sa jeune épouse Elisabeth Binet de Jasson, également emprisonnée à Nantes, au Bon-Pasteur, y fut guillotinée, laissant une orpheline de 4 ans.
Il est fils de Louis de La Roche Saint-André et de Louise-Gabrielle du Chilleau, le neveu de Marie-Charles du Chilleau et le frère de Louis-Marie de La Roche Saint-André (1751 - Savenay 23 décembre 1793) et de Gabriel-Marie de La Roche Saint-André.